# Euchologium Sinaiticum

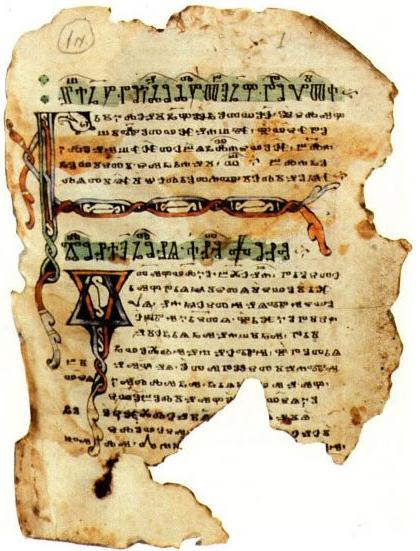
Euchologium Sinaiticum

Das Euchologium Sinaiticum Slavicum ist eine illuminierte Handschrift in altbulgarischer Sprache in glagolitischer Schrift aus dem 11. Jahrhundert. Sie enthält Teile der Liturgie des Johannes Chrysostomos und von Basilios dem Großen, außerdem Gebete für verschiedene Anlässe. Diese sind Übertragungen aus dem Griechischen, aus dem Lateinischen (Poenitentiale Merseburgense) und möglicherweise aus dem Althochdeutschen. Einige Texte stammen aus der Salzburger Missionstätigkeit im 9. Jahrhundert in Mähren und Pannonien. Die Handschrift entstand wahrscheinlich im Bulgarischen Reich (Schule von Preslaw?).
Heute sind insgesamt 137 Pergamentblätter bekannt, etwa die Hälfte des ursprünglichen Bestandes. 1850 fand Archimandrit Porphyrios Uspenski 109 Blätter im Katharinenkloster auf der Sinai-Halbinsel. 1975 wurden weitere 28 Blätter bei Renovierungsarbeiten dort gefunden. 134 Blätter befinden sich heute im Kloster (Signatur Sinait. Slav. 37 und Slav. N/1), zwei in der Russischen Nationalbibliothek in St. Petersburg (Signatur Глаг.2 und Глаг.3), eines in der Russischen Akademie der Wissenschaften in Moskau (Signatur 24.4.8, фонд И. И. Срезневского).

## Ausgaben
- Lavoslav Geitler: Euchologium. Glagolski spomenik manastira Sinai brda. Zagreb 1882
- Jean Frček: Euchologium Sinaiticum. Texte slave avec sources grecques et traduction française. In: Patrologia Orientalis. Bd. 24, fasc. 5, Paris, 1933; Bd. 25, fasc. 3, Paris, 1939, mit griechischen Parallelen und Quellen sowie französischer Übersetzung
- R. Nachtigal (Nahtigal): Euchologium Sinaiticum. I. Fotografski postenek; II. Tekst s komentarjem. Ljubljana 1941/42, Faksimile
- I. C. Tarnanidis: The slavonic manuscripts discovered in 1975 at St. Catharine’s Monastery on Mount Sinai. Thessaloniki 1988, 28 neu gefundene Blätter